# ستيوارت بيرسون رايت
ستيوارت بيرسون رايت (بالإنجليزية: Stuart Pearson Wright)‏ هو رسام بريطاني، ولد في 1975.